# 比佐仁
比佐 仁（ひさ じん、1981年5月15日 - ）は、日本の俳優。東京都生まれ。特技は空手。オフィスMORIMOTO所属。

## 出演

### 映画
2010年
- Re:Play-Girls （監督：YukiSaito）
- 踊る大捜査線 THE MOVIE3 ヤツらを解放せよ! （監督：本広克行）

2011年
- ド・ノーマル（監督：内田英治）

2012年
- 妙子の恋（監督：池田千尋）

2013年
- ゼンタイ（監督：橋口亮輔）

2016年
- CUTIE HONEY -TEARS-（監督：A.T、ヒグチリョウ）
- 復讐したい（監督：室賀厚）

2017年
- 化け物と女（監督：池田暁）
- 関ヶ原（監督：原田眞人）
- 忍びの国（監督：中村義洋）
- 世界は今日から君のもの（監督：尾崎将也）

2018年
- 人魚の眠る家（監督：堤幸彦）

2019年
- 閉鎖病棟（監督：平山秀幸）

2020年
- 転がるビー玉（監督：宇賀那健一）
- 犬鳴村（監督：清水崇）
- 事故物件（監督：中田秀夫）
- 緊急事態宣言　ボトルメール（監督：三木聡）

2022年
- 炎上シンデレラ（監督：尾崎将也）
- 大怪獣のあとしまつ（監督：三木聡）
- リング・ワンダリング（監督：金子雅和）

2023年
- ゾン100〜ゾンビになるまでにしたい100のこと〜（監督：石田雄介）
- 最後まで行く（監督：藤井道人）
- 美しい彼 eternal（監督：酒井麻衣）
- 月（監督：石井裕也）

### テレビドラマ
2010年
- 黄金の豚（日本テレビ）レギュラー
- 侍戦隊シンケンジャー（テレビ朝日）第27幕
- 陽炎の辻　居眠り磐音江戸双紙（NHK）第6話

2011年
- 秘密諜報員エリカ（日本テレビ）第2話
- チーム・バチスタSP2011（フジテレビ）

2012年
- 相棒Season10（テレビ朝日）第12話

2014年
- Fisherman’s Blues（テレビ朝日）
- 匿名探偵2（テレビ朝日）第3話

2015年
- 民王（テレビ朝日）第6・7話
- しんがり（WOWOW）第5話
- ドS刑事（日本テレビ）第9話

2016年
- 恋するJKゾンビ（テレビ朝日）
- 神の舌を持つ男（TBS）第2話
- CROW’S BLOOD（Hulu、日本テレビ）
- 世にも奇妙な物語’16春の特別編『美人税』（フジテレビ）
- 牙狼-GARO- -魔戒烈伝-（テレビ朝日）
- 京都南署鑑識ファイル10（テレビ朝日）
- 嵐の涙 ～私たちに明日はある～（フジテレビ）第35.36話
- 四角館の密室殺人事件（NHK BS）
- 最上の命医2016（テレビ東京）

2017年
- NHKスペシャル MEGA CRISIS 巨大危機Ⅱ 第2集『異常気象』（NHK）
- 子ども安全リアルストーリー 夜に出歩くと…（NHK）
- 孤食ロボット（日本テレビ）レギュラー
- 世にも奇妙な物語’17春の特別編『カメレオン俳優』（フジテレビ）
- 美少女～NEXT GIRL meets Tokyo～『meets3』（フジテレビ）
- 嘘なんてひとつもないの（NHKBS）
- 弁護士・倉沢由法の事件ファイル（テレビ朝日）
- 楽園（WOWOW）
- 就活家族（テレビ朝日）第1話

2018年
- 拝み屋怪談（dTV）第10話
- イアリー 見えない顔（WOWOW）第3.4話
- ラストチャンス 再生請負人（テレビ東京）第5話
- 孤独のグルメ Season7 第3話    （2018年4月21日、テレビ東京） - 客 役
- 絶対零度～未然犯罪潜入捜査～（フジテレビ）第5.6話
- 特捜9（テレビ朝日）第6話
- イノセント・デイズ（WOWOW）第3.6話

2019年
- リーガル・ハート（テレビ東京）第4話
- わたし旦那をシェアしてた（日本テレビ）第3話
- ストロベリーナイト・サーガ（フジテレビ）第10話
- 白衣の戦士！（日本テレビ）第3話
- メゾン・ド・ポリス（TBS）第9話
- スキャンダル専門弁護士QUEEN（フジテレビ）最終話

2020年
- 相棒Sesson18（テレビ朝日）第13話
- 隕石家族（フジテレビ）第6話
- 未解決の女2（テレビ朝日）第3話
- 連続テレビ小説 エール（NHK）第1週5回・第4週19回 [1]

2021年
- 黒革の手帖〜拐帯行〜（テレビ朝日）
- 特捜9 第4シリーズ　第10話　古谷雄一 役（テレビ朝日）
- 美しい彼　第1-3話（MBS）
- 死神さん　第6話（Hulu）
- アバランチ　第1話（フジテレビ）
- 世にも奇妙な物語’21夏の特別編　三途の川アウトレットパーク（フジテレビ）
- 恋はDeepに　第2話（日本テレビ）

2022年
- まったり!赤胴鈴之助（BSテレ東）第4話 - 鬼階堂 役
- 大河ドラマ 鎌倉殿の13人第29回（NHK）
- 霊媒探偵城塚翡翠　第2話（日本テレビ）
- ロマンス暴風域　最終話（MBS）
- 明日、私は誰かのカノジョ 最終話（MBS）
- 吉祥寺ルーザーズ 第7話（テレビ東京）
- The 埼玉（Jテレ）
- ケイ×ヤク-あぶない相棒-第1話（日本テレビ）

2023年
- 美しい彼 シーズン2 第4話（MBS）
- あなたがしてくれなくても（フジテレビ）最終話

2024年
- アンメット ある脳外科医の日記 第5話（5月13日、関西テレビ・フジテレビ） - 星前宏太の母の担当医 役[2]
- 好きなオトコと別れたい 第7話・第8話（5月16日・23日、テレビ東京）[3]
- ダブルチート 偽りの警官 Season2 第3話（7月13日、WOWOW） - 佐藤 役[4]
- ドラマW ゴールデンカムイ -北海道刺青囚人争奪編- 第5話（11月3日、WOWOW）

2025年
- プライベートバンカー 第4話（1月30日、テレビ朝日） - 週刊イズム 記者 役[5]
- フォレスト 第6話（2月16日、テレビ朝日）- 今井 役
- 秘密〜THE TOP SECRET〜 第9話・第10話（3月24日・31日、関西テレビ・フジテレビ） - 佐山英雄 役[6]
- あなたを奪ったその日から 第6話（5月26日、フジテレビ）
- 浅草ラスボスおばあちゃん 第1話（7月5日、東海テレビ・フジテレビ） - 鶴田 役[7]